# 20-20 (álbum de Molly Nilsson)
20-20 (también escrito como 2020, Twenty Twenty ó Twenty-Twenty) es el octavo álbum de estudio de la artista sueca de synth-pop Molly Nilsson, editado el 2 de noviembre de 2018.

## Historia
El álbum toma su título del año 2020, Molly Nilsson se inspiró en los carteles de los Juegos Olímpicos de Verano de 2020, vio durante un viaje a Tokio en 2017, y en las próximas elecciones presidenciales de Estados Unidos de 2020. El hecho de que el año sea bisiesto y su similitud con la "visión 20/20" también inspiraron a Nilsson.

## Producción
Molly Nilsson comenzó a trabajar en 20-20 cuando se retrasó el lanzamiento de su álbum anterior Imaginations. Como de costumbre, el álbum fue grabado en su estudio propio, Lighthouse Studios en Berlín. Nilsson definió a 20-20 como "aquella amiga a quien podrías acudir en cualquier momento".

## Temas
20-20 está ambientado en un futuro cercano y es "al menos en parte un álbum conceptual".
El álbum ha sido descrito como político y anticapitalista, y un escritor dijo que trata sobre la "emoción y el terror de vivir en el fin de los tiempos del capitalismo tardío". Trata temas que incluyen el patriarcado, cambio climático, control de armas, y el paso del tiempo. Varios escritores destacaron la perspectiva optimista del álbum a pesar de los temas que aborda.

## Lanzamiento
El primer sencillo del álbum, "Serious Flowers", se lanzó el 9 de julio de 2018, junto con un vídeo musical. El 10 de agosto de 2018 se publicó un segundo vídeo musical, "A Slice of Lemon". El 11 de septiembre de 2018, se lanzó un tercer vídeo musical, "Days of Dust".
20-20 se lanzó en vinilo, CD, cinta de casete y como descarga digital el 2 de noviembre de 2018. Estuvo disponible para transmisión en NPR una semana antes de su lanzamiento oficial. Estuvo disponible en Spotify aproximadamente medio año después de su lanzamiento original.

## Crítica
El álbum recibió críticas positivas. Ben Beaumont-Thomas de The Guardian calificó el álbum como "igualmente excelente" que el álbum anterior de Molly Nilsson, Imaginations (2017), mientras que Shaad D'Souza de The Fader lo declaró su "mejor álbum hasta la fecha".
En otra reseña positiva, Claire Biddles de The Line of Best Fit destacó la "calidez de los arreglos [de Nilsson] y el sentimiento lírico" y describió el álbum como un "excelente disco sobre cómo rescatar la esperanza de los escombros mundanos e interpersonales". Ollie Rankine, en una reseña positiva de Loud and Quiet, destacó el "vigor y el optimismo" de Nilsson frente a un "sombrío pronóstico de nuestro futuro colectivo".
El sitio web Allmusic comentó que "Zenith de 2015 cristalizó su sonido en algo cercano a la perfección, pero en 2018 casi lo superó con 20-20, su álbum más cálido y accesible hasta el momento", haciendo foco sobre la lírica del álbum: "Si bien las letras siguen siendo introspectivas, sombrías y arrojan una mirada dudosa sobre el futuro gracias a un presente calamitoso, las melodías que envuelve las palabras son edificantes, el respaldo musical es alegre", concluyendo con una comparación con su trabajo anterior: "Puede que Twenty Twenty no sea la revelación que fue Zenith, pero es constante, fuerte y presenta a Nilsson en su mejor momento como compositora, intérprete y creadora de un synth pop ligeramente sombrío". En una reseña de "Days of Dust", Sophie Kemp de Pitchfork dijo que la canción "lleva [a] su oyente a la última hora dorada antes del metafórico fin del mundo" y destacó sus matices nostálgicos, irónicos y macabros. Leah Mandel de NPR destacó "Blinded by the Night" como "la pista más inquietante del disco".

## Lista de canciones
Todas las canciones escritas y compuestas por Molly Nilsson. 
| Lado A |                                    |          |  |
| N.º    | Título                             | Duración |  |
| 1.     | «Every Night is New»               |          |  |
| 2.     | «A Slice of Lemon»                 |          |  |
| 3.     | «Out of The Blue»                  |          |  |
| 4.     | «Your Shyness»                     |          |  |
| 5.     | «Intermezzo: My Mental Motorcycle» |          |  |

| Lado B |                        |          |  |
| N.º    | Título                 | Duración |  |
| 6.     | «Serious Flowers»      |          |  |
| 7.     | «I'm Your Fan»         |          |  |
| 8.     | «Gun Control»          |          |  |
| 9.     | «Days Of Dust»         |          |  |
| 10.    | «Blinded By The Night» |          |  |

## Créditos
- Molly Nilsson: sintetizadores, voz, composición, arreglos y producción.[20]

Otros
- Sean Nicholas Savage guitarra eléctrica en "Days Of Dust" y "Blinded by the Night", y bajó eléctrico en "Your Shyness" y "I'm Your Fan".[20]
- Katja Navarra saxofón en "Blinded by the Night".[20]